# Roliga timmen
Roliga timmen, klassens timma eller klassens timme är i skolorna en lektion i veckan (oftast sista lektionen före helgen) som är av det friare slaget, där eleverna har stort inflytande. Eleverna kan underhålla varandra eller delta i en uppskattad gemensam aktivitet.
Sedan 1990-talet är roliga timmen mindre vanlig, men förekommer alltjämt i både Sverige och Finland.

## Historik
Roliga timmens ursprung är oklart, fast den förekom i varje fall 1948 (som klassens timma). Under 1950- och 1960-talet var roliga timmen vanligt på lördagar. Från och med läsåret 1968/1969, då alla skolor i Sverige övergick från sex till fem arbetsdagar i veckan, hamnade roliga timmen istället på fredagarna.
Roliga timmen kunde omfatta sagostund, drama, musikunderhållning som dans och mimande till välkänd musik eller visning av annan film än skolfilm. På en del skolor förekom även fika under denna timme, då eleverna kunde ha med sig dryck och fikabröd. På låg- och mellanstadiet var roliga timmen schemalagd som svenskundervisning.
Många kända svenska underhållare, som Robert Gustafsson, Anna-Lena Brundin Bergelin, Henrik Dorsin och Ann Westin, har berättat om hur viktig roliga timmen har varit för scenvanan och utvecklingen.